# 성심여자고등학교
성심여자고등학교(聖心女子高等學校)는 대한민국 서울특별시 용산구 원효로4가에 위치한 사립 고등학교이다.

## 학교 연혁
- 1800년 : 프랑스 파리에서 성녀 마들렌 소피이 바라(1779-1865)가 성심수도회 창설
- 1801년 : 프랑스 아미앵에서 첫 성심학교 설립, 현재 42개 나라에 200여개의 학교 설립
- 1956년 10월 27일 : 성심수녀회 수녀 8명이 교육 사업을 목적으로 입국
- 1957년 2월 1일 : 재단법인 경성구 천주교회 유지 재단 이사회로부터 서울특별시 용산구 원효로 4가 1번지 소재 구 가톨릭 용산신학교 부지 및 건물 인수
- 1957년 4월 3일 : 재단법인 성심학원 인가, 초대 이사장 코오라 맥하디 플랜트 원장 수녀 취임
- 1960년 1월 26일 : 성심여자고등학교 설립 인가(각 학년 2학급, 학급당 30명)
- 1960년 4월 1일 : 성심여자고등학교 개교 및 입학식 거행(신입생 25명), 초대 교장 주매분 수녀 취임
- 1963년 1월 26일 : 제1회 졸업식(25명)
- 1993년 6월 18일 : 백합관 개관
- 1996년 6월 13일 : 도서관동 준공
- 1998년 11월 4일 : 본관 교사동 준공
- 2020년 1월 1일 : 제18대 이사장 최혜영 수녀 취임
- 2021년 3월 1일 : 제12대 교장 임태연 수녀 취임
- 2022년 1월 5일 : 제60회 졸업식(졸업생 192명, 연인원 17,477명)

## 참고 자료
- 성심여자고등학교 - 한국교육학술정보원 학교알리미